# Sault-lès-Rethel
Sault-lès-Rethel ist eine französische Gemeinde mit 1.932 Einwohnern (Stand: 1. Januar 2022) im Département Ardennes in der Region Grand Est. Die Gemeinde gehört zum Arrondissement Rethel und zum Kanton Rethel.

## Geographie
Sault-lès-Rethel liegt etwa 35 Kilometer nordöstlich von Reims und ist eine banlieue im Süden von Rethel. Durch die Gemeinde führt der Canal des Ardennes (Ardennenkanal). Der Fluss Aisne begrenzt die Gemeinde im Norden und Nordosten. Umgeben wird Sault-lès-Rethel von den Nachbargemeinden Rethel im Norden, Biermes im Osten und Südosten, Perthes im Süden, Tagnon im Südwesten sowie Acy-Romance im Westen.
Die Route nationale 51 begrenzt die Gemeinde im Westen.

## Bevölkerungsentwicklung
| 1962                       | 1968 | 1975 | 1982 | 1990 | 1999 | 2006 | 2012 | 2018 |
| -------------------------- | ---- | ---- | ---- | ---- | ---- | ---- | ---- | ---- |
| 1254                       | 1599 | 2018 | 2116 | 2067 | 1919 | 1863 | 1923 | 1915 |
| Quellen: Cassini und INSEE |      |      |      |      |      |      |      |      |